# The Usos
The Usos va ser un stable de lluita lliure estatunidenc format per dos germans bessons d’origen samoà: Jimmy i Jey Uso (els seus noms reals són Jonathan i Joshua Fatu). Nascuts el 22 d’agost de 1985 a Califòrnia (Estats Units), han treballat per a la World Wrestling Entertainment (WWE).
Els bessons han estat tres cops campions per parelles de RAW i cinc cops de SmackDown. També ostenten el rècord del regnat més llarg com a campions per parelles, amb 622 dies.
Actualment, Jimmy Uso forma part de la divisió de SmackDown, mentre que Jey Uso competeix a RAW, després d’abandonar The Bloodline, un altre stable del qual formaven part i on estaven sota les ordres del seu cosí segon, Roman Reigns.

## Trajectòria

### World Wrestling Entertainment (2009-…)

#### Inicis (2010-2012)
El 24 de maig de 2010, els germans Uso i Tamina (que es van unir formant equip des del seu debut en la llista principal de la WWE) apareixen per primer cop en emissió en directe atacant l'equip de la Dinastia Hart (Tyson Kidd, David Hart Smith i la seva mànager Natalya). La setmana següent es confirma la signatura del seu contracte amb WWE davant de les pantalles de Bret Hart. A la nit, tots tres arriben a la pista per fer un discurs per presentar-se i informar el públic de la seva diferent relació amb les celebritats de la lluita lliure, i després començar un combat amb la Dinastia Hart.
A les superestrelles del 17 de juny, Jimmy i Jey van derrotar a Goldust i Mark Henry per guanyar el seu primer combat a la WWE. Tres dies més tard, s'enfronten a la dinastia Hart en el seu primer combat de pay-per-view en Fatal 4-Way 2010, en un partit Equip Mixt etiqueta de sis persones sense descendència i perden. Jimmy i Jey s'enfronten a Kidd i Smith per al títol Money in the Bank, una altra vegada sense èxit. Mentrestant, participen en els primers combats en solitari: Tamina s'enfronta a Natalya en un combat que acaba sense guanyador (a causa de la intervenció del clan El Nexus), i s'enfronta a Jey, sense èxit, Randy Orton, el 26 de juliol.
En la WWE Night of Champions, participen en el torneig pel Campionat de la WWE Tag Team, eliminant a la dinastia Hart, i a continuació a Kozlov i Santino, però són eliminats per Evan Bourne i Mark Henry. En la WWE RAW el 6 de desembre perden un combat per als campionats de l'equip de la WWE amb un equip de l'etiqueta Fatal 4-Way Eliminació (incloent-hi Heath Slater i Justin Gabriel, Mark Henry i Yoshi Tatsu i Santino Marella i Vladimir Kozlov). Aquest últim va ser el guanyador, qui va tornar a vèncer el 17 de gener en la disputa del títol WWE Superstars.
El 17 de febrer guanyen contra David Hart Smith i Yoshi Tatsu. Fan una progressió gairebé invicta fins que Tamina els deixa, per unir-se a Santino Marella i Vladimir Kozlov.

### Doble Tag Team Champions i lesió a Jey Uso (2014-2015)
- El 3 de març de 2014,[3] Usos va vèncer als New Age Outlaws i es va convertir en el nou Campió d'Equips de WWE Champions. A l'acte principal del 4 de març, van mantenir el títol contra els Matadors14.
- A WrestleMania XXX, mantenen el títol vencent els Real Americans, Los Matadores i Ryback i Curtis Axel15.
- El 7 de març a Raw, mantenen el seu títol contra Batista i Randy Orton gràcies a un doble compte enrere fora.
- El 14 d'abril, a Raw, perden per desqualificació contra Batista i Randy Orton després d'un atac Shield17.
- L'11 d'abril en Smackdown, s'uneixen amb Daniel Bryan i s'enfronten a Kane, Batista i Randy Orton, però el partit no acaba en un concurs.
- El 9 de maig, a SmackDown, van perdre amb John Cena contra la família Wyatt. Comencen una aliança amb John Cena salvant entre ells i atacant a la família Wyatt durant els espectacles tot el mes de maig. Continuen la seva rivalitat amb la família Wyatt a SmackDown el 23 de maig vencent a Erick Rowan i Luke Harper.
- El 30 de maig a SmackDown, Jimmy va perdre a Bray Wyatt.
- El 6 de juny, a SmackDown, van vèncer Ryback i Curtis Axel. A Money in the Bank, van guanyar a Luke Harper i a Erick Rowan i van mantenir el seu títol.
- Continuen la seva rivalitat contra el Wyatt atacant-los el 18 de juliol a SmackDown després de la pèrdua de Luke Harper a Chris Jericho24. Conserven el seu títol contra Luke Harper i Erick Rowan al Battleground. A Smackdown, el 25 de juliol, van vèncer Ryback i Curtis Axel.
- Perden els seus títols a Night of Champions contra Stardust i Goldust27.
- El 6 d'octubre a Raw, es van unir a Dolph Ziggler i van derrotar a Goldust, Stardust i Cesaro.
- El 27 d'octubre, a Raw, van guanyar a The Miz i Damien Mizdow29.
- El 28 d'octubre, a l'acte principal, van guanyar a The Miz i Damien Mizdow. No aconsegueixen recuperar el seu títol en Hell in a Cell contra Stardust i Goldust31.
- El 12 de desembre, en Smackdown, van derrotar a Cesaro i Tyson Kidd. Es perden als nous campions The Miz i Damien Mizdow a la TLC.
- El 15 de desembre Raw, Jimmy Uso derrota a The Miz El 22 de desembre Raw, Jey Uso perd contra The Miz.
- El 26 de desembre, en Smackdown, Jimmy derrota a The Miz36.
- A Raw el 29 de desembre, van derrotar a The Miz i Damien Sandow i van guanyar el WWE Tag Team Championship per segona vegada en la seva carrera.
- El 5 de gener a Raw, The Usos & Naomi perd contra The Miz, Damien Mizdow i Alicia Fox38.
- El 12 de gener de 2015 en Raw, Jey Uso perd contra The Miz.
- El 15 de gener a Smackdown, The Uso i Naomi es perden contra The Miz, Alicia Fox i Damien Mizdow.
- El 19 de gener a Raw, Jey Uso derrota a The Miz41. El 29 de gener a Smackdown, Jey Uso perd contra Tyson Kidd.

## Llista de premis
- Florida Championship Wrestling
  - 1 cop FCW Florida Tag Team Champions
- World Wrestling Entertainment
  - 2 cops SmackDown Tag Team Championship

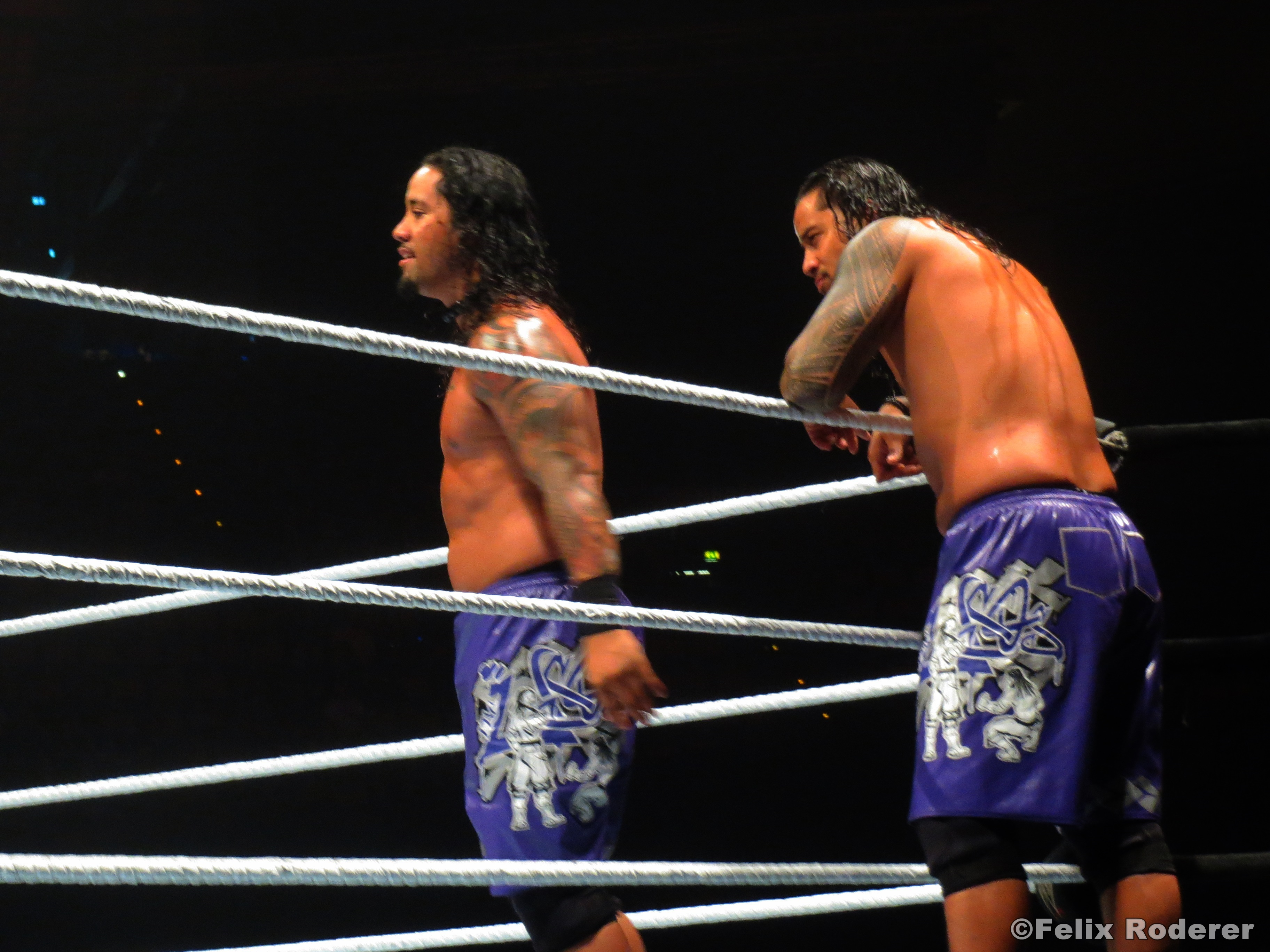

  - 3 cops Campions per equip de SmackDown (Actual)